# Ramón Muttis
Ramón Alfredo Muttis (12. března 1899 – 12. ledna 1955) byl argentinský fotbalový obránce, který strávil většinu kariéry v klubu Boca Juniors. Hrál také za argentinský národní tým, se kterým vyhrál Mistrovství Jižní Ameriky ve fotbale 1925.
Muttis začal svou kariéru v argentinském klubu CA Wanderers. V roce 1920 přestoupil do Atlético Atlanta, se kterou roku 1920 vyhrál šampionát Copa de Honor. Muttis se poté připojil k Boca Juniors v roce 1923, ve stejném roce, kdy debutoval na mezinárodní scéně. Během deseti sezón v klubu odehrál 237 zápasů a vyhrál 9 trofejí. Zároveň si za své výkony vysloužil přezdívku „Ramón el Fuerte“ (volně přeloženo jako Ramón Silný).
Muttis hrál s Argentinou ve dvou ročnících Mistrovství Jižní Ameriky, v roce 1925 zvítězil a roku 1926 byl druhý. Byl součástí argentinské reprezentace na Mistrovství světa ve fotbale 1930, ale nastoupil pouze jednou, ve skupinovém zápase s Francií.
Muttis odešel do důchodu v roce 1932, ale v roce 1936 se vrátil a začal hrát za klub Argentinos Juniors. Kariéru definitivně ukončil v roce 1937, poté, co jako hrající manažer dovedl klub Almagro k titulu v argentinské 2. divizi.

## Úspěchy

### Klubové

#### Boca Juniors
- Primera División (5) – 1923, 1924, 1926, 1930, 1931
- Copa Ibarguren (2) – 1923, 1924
- Copa de Competencia Jockey Club (1) – 1925
- Copa Estímulo (1) – 1926
- Copa de Honor (1) – 1920

### Reprezentační

#### Argentina
- Mistrovství Jižní Ameriky ve fotbale (1) – 1925